# Sae Saboua
Sae Saboua este o comună rurală din departamentul Guidan Roumdji, regiunea Maradi, Niger, cu o populație de 65.935 de locuitori (2001).